# Guislaberto II de Barcelona
Guislaberto II de Barcelona, también llamado Gelabert o Udalard Gelabert († d. 1126), fue vizconde de Barcelona.
Era hijo de Guisla de Lluçà y de Udalardo II de Barcelona, a quien sucedió hacia el 1077.
Fue jefe del partido favorable a Ramón Berenguer II en la disputa de este contra su hermano Berenguer Ramón II. Asesinado el conde Ramón (1082), Arnau Mir de Santmartí, hijo de Mir Geribert, se rebeló en sus dominios y parece que tuvo el apoyo de Guislaberto II (1089). Era vasallo del conde Ramón Berenguer III (1097-1131) y el último año en que aparece mencionado como todavía vivo es el 1126.
Lo sucedió su hijo Reverter I, que estaba ausente luchando al frente de soldados cristianos del emir almorávide contra los almohades.
| Predecesor Udalardo II | Vizconde de Barcelona 1077-1126 | Sucesor Reverter I |